# Olamide
Olamide Gbenga Adedeji, noto semplicemente come Olamide (Bariga, 15 marzo 1989), è un rapper e cantante nigeriano.

## Biografia
Olamide ha pubblicato il suo primo album in studio, dal titolo Rapsodi, nel 2011. Sono seguiti i dischi YBNL (2012), Baddest Guy Ever Liveth (2013) e Street OT (2014). Ha collezionato tre riconoscimenti agli Headies del 2013.
È stato candidato per l'MTV Africa Music Award al miglior hip hop sia nel 2014 che nel 2016. Ha in seguito ricevuto la nomination per l'MTV Europe Music Award al miglior artista africano del 2016.
Nel giugno 2024 viene presentato l'undicesimo progetto in studio Ikigai, disco successore di Unruly (2023).

## Discografia

### Album in studio
- 2011 – Rapsodi
- 2012 – YBNL
- 2013 – Baddest Guy Ever Liveth
- 2014 – Street OT
- 2015 – Eyan Mayweather
- 2016 – The Glory
- 2017 – Lagos nawa
- 2020 – Carpe diem
- 2021 – UY Scuti
- 2023 – Unruly
- 2024 – Ikigai
- 2025 – Olamidé

### Singoli
- 2014 – Jogodo (feat. Lynxxx & Ajebutter22)
- 2016 – Omo Wobe Anthem (feat. Burna Boy)
- 2016 – Who You Epp (feat. Wande Coal & Phyno)
- 2016 – Sere Ghetto Story (feat. Lil Kesh)
- 2016 – Owo Blow
- 2016 – Orobo
- 2016 – Make Us Proud (feat. Wale)
- 2016 – Konkobility
- 2016 – I Love Lagos
- 2016 – Confam ni (feat. Wizkid)
- 2016 – Bobo
- 2016 – Abule sowo
- 2017 – Love No Go Die
- 2017 – Wavy Level
- 2017 – Summer Body (feat. Davido)
- 2017 – 001 (con Major Bangz e Phyno)
- 2017 – Wo!!
- 2017 – Update
- 2017 – Bottles (con Lasgiidi)
- 2017 – Assignment (con DJ Consequence)
- 2017 – Owonikoko (con Ice Prince e Mr Jollof)
- 2017 – Oja (con Masterkraft)
- 2017 – Come Alive (con Andre da Tippa)
- 2018 – Science Student
- 2018 – Sheevita Juice (feat. Skepta)
- 2018 – Pesin (con Limerick)
- 2018 – Omo ologo
- 2018 – C.Rolando
- 2018 – Owo shayo
- 2018 – See Mary See Jesus (con DJ Kaywise)
- 2018 – Kana (con Wizkid)
- 2018 – Road 2 Russia (Dem Go Hear Am) (con Phyno)
- 2018 – Xango (con Emmy Jeffrey)
- 2018 – Puna (Freestyle)
- 2018 – Motigbana
- 2018 – Criteria
- 2018 – Logba logba
- 2018 – Naami (con DopeNation e DJ Enimoney)
- 2018 – Bugle
- 2018 – Poverty Die
- 2018 – Follow Me (con Guccimaneko)
- 2018 – Logo Benz (con Lil Kesh)
- 2019 – Woske
- 2019 – Buga Small Small Freestyle
- 2019 – Ah!! (con Tony Ross e Magnito)
- 2019 – Spirit
- 2019 – Oil and Gas
- 2019 – Totori (con Wizkid e Id Cabasa)
- 2019 – Shibinshi (Eyan Ekerencha) (con DJ Enimoney e Reminisce)
- 2019 – Pawon
- 2019 – Choko Milo
- 2019 – Instagram (con Reminisce e Nayra Marley feat. Sarz)
- 2019 – Gobe (con Pheelz e Naira Marley)
- 2020 – Afrobeat to the World (con Energy GAD e Pepenazi)
- 2020 – Eru
- 2020 – Require (con DJ Tunez)
- 2021 – Sugar Daddy (con DJ Enimoney)
- 2021 – Loose It (con Eskeez)
- 2021 – Skelele (con Bad Boy Timz)
- 2022 – Skelele (con Wande Coal)
- 2022 – We Outside
- 2023 – Bunda (con Spinall e Kemuel)
- 2023 – Ojemba (con Phyno)
- 2023 – Kpe paso (con Wande Coal)
- 2023 – Currency (con Young John)
- 2023 – Trumpet (con CKay)
- 2023 – Amapiano (con Asake)
- 2023 – Arizona (con Lojay)
- 2023 – Entertain Me (con Magicsticks)
- 2024 – Order (con Shallipopi)
- 2024 – Hello Habibi (con Russ)
- 2025 – Love in Tokyo (con Paul Play)
- 2025 – Kai! (con Wizkid)
- 2025 – 99 (con Seyi Vibez, Asake e Young John feat. Daecolm)